# ارابه
اَرّابه یا: (گردونه) وسیلهٔ نقلیه‌ای است که دو چرخ دارد و معمولاً به وسیلهٔ یک یا چند حیوان (معمولاً اسب یا قاطر) کشیده می‌شود. تفاوت ارابه با گاری آن است که گاری چهار چرخ دارد و با یک یا دو اسب کشیده می‌شود.
از طرفی هر دوی آن‌ها با کالسکه، که فقط برای حمل و نقل انسان ساخته شده، متفاوت‌اند. ارابه‌ها اولین بار توسط ایرانیان و دودمان هخامنشی مورد استفاده قرار گرفتند.

## نگارخانه

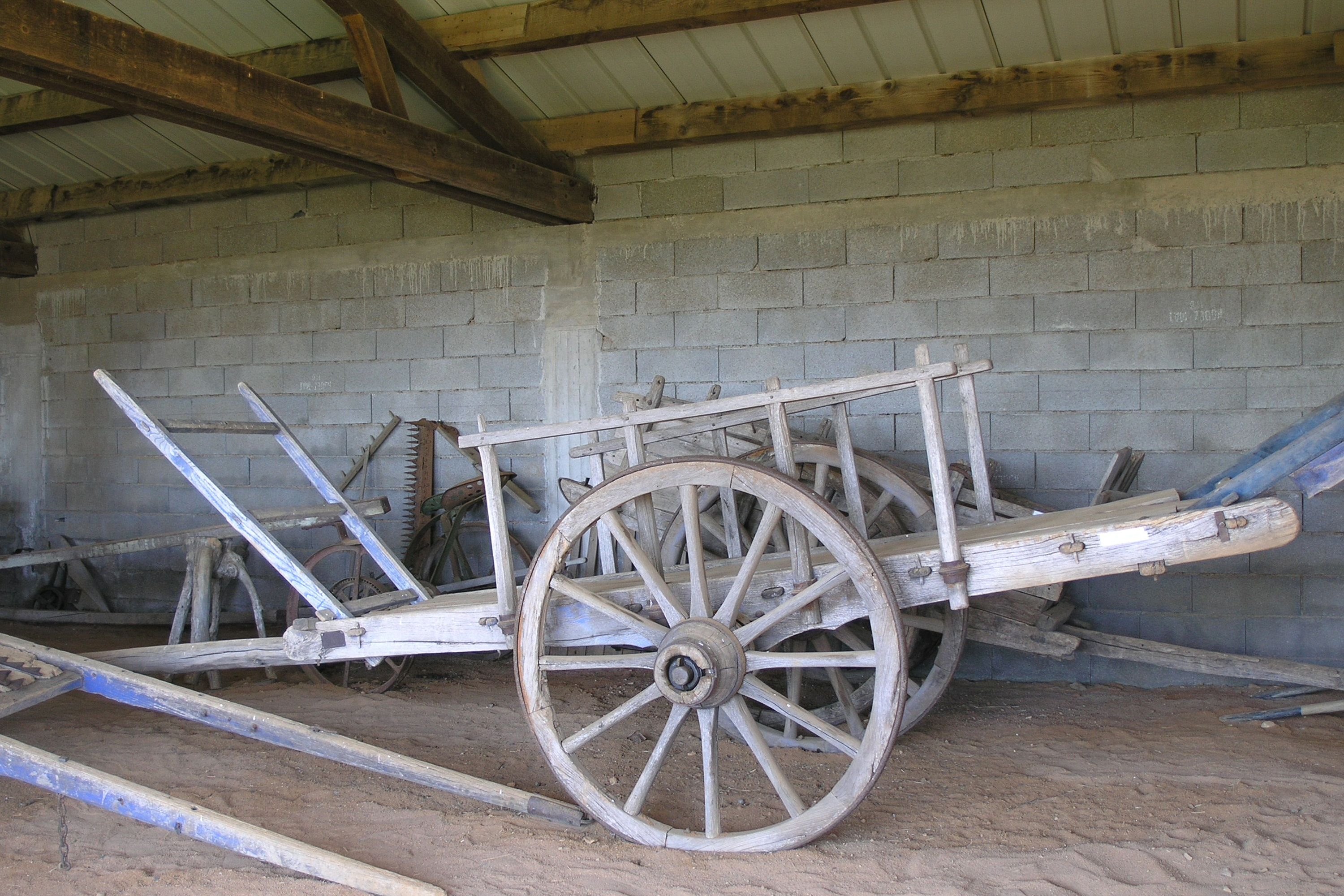
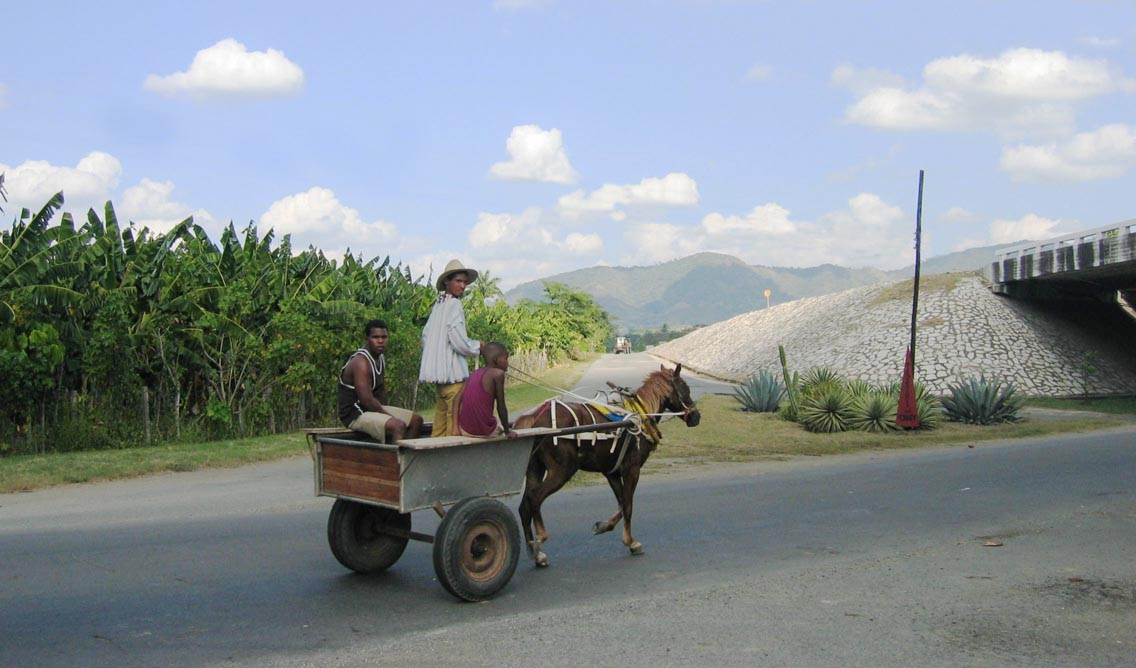
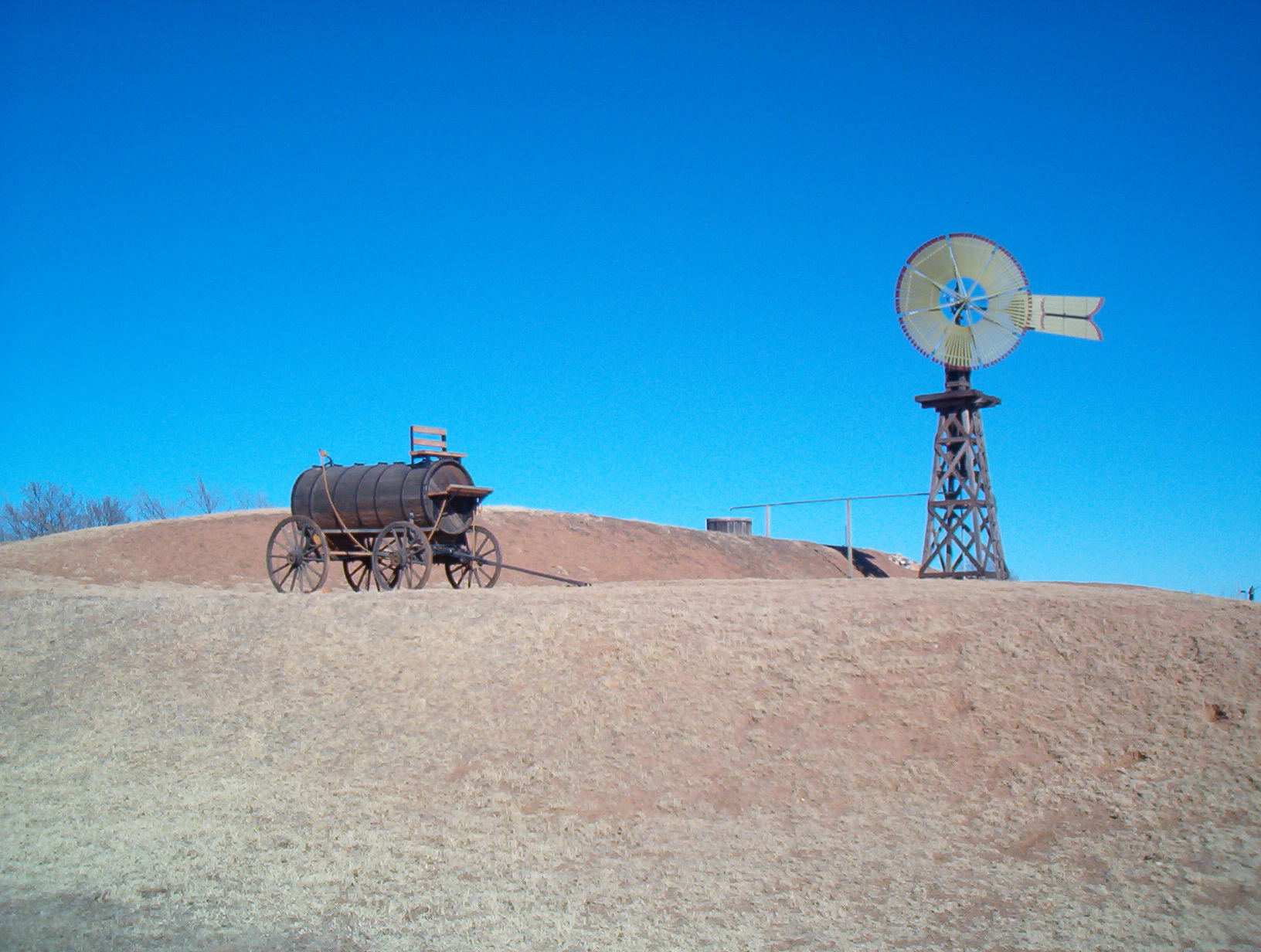
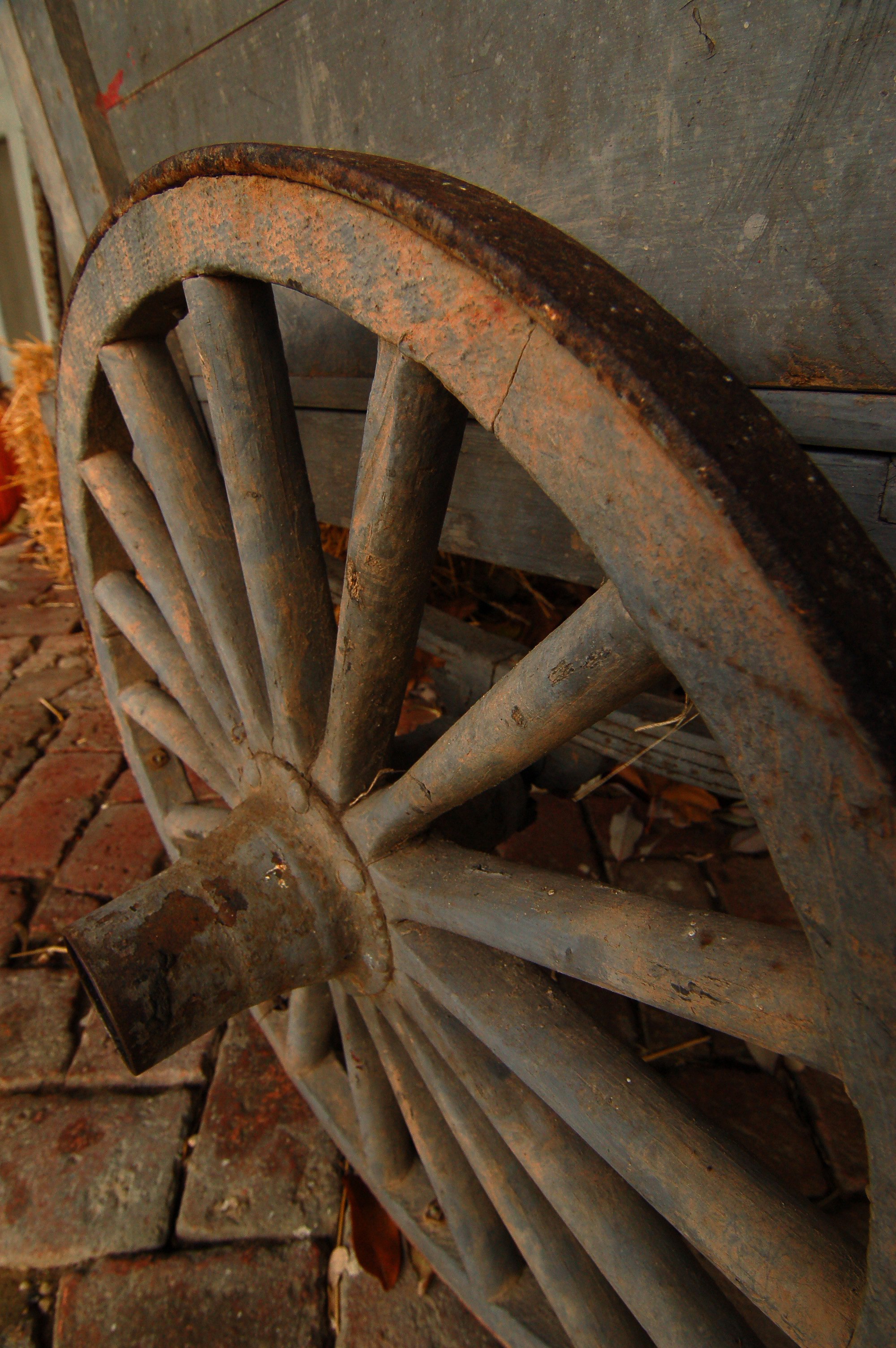
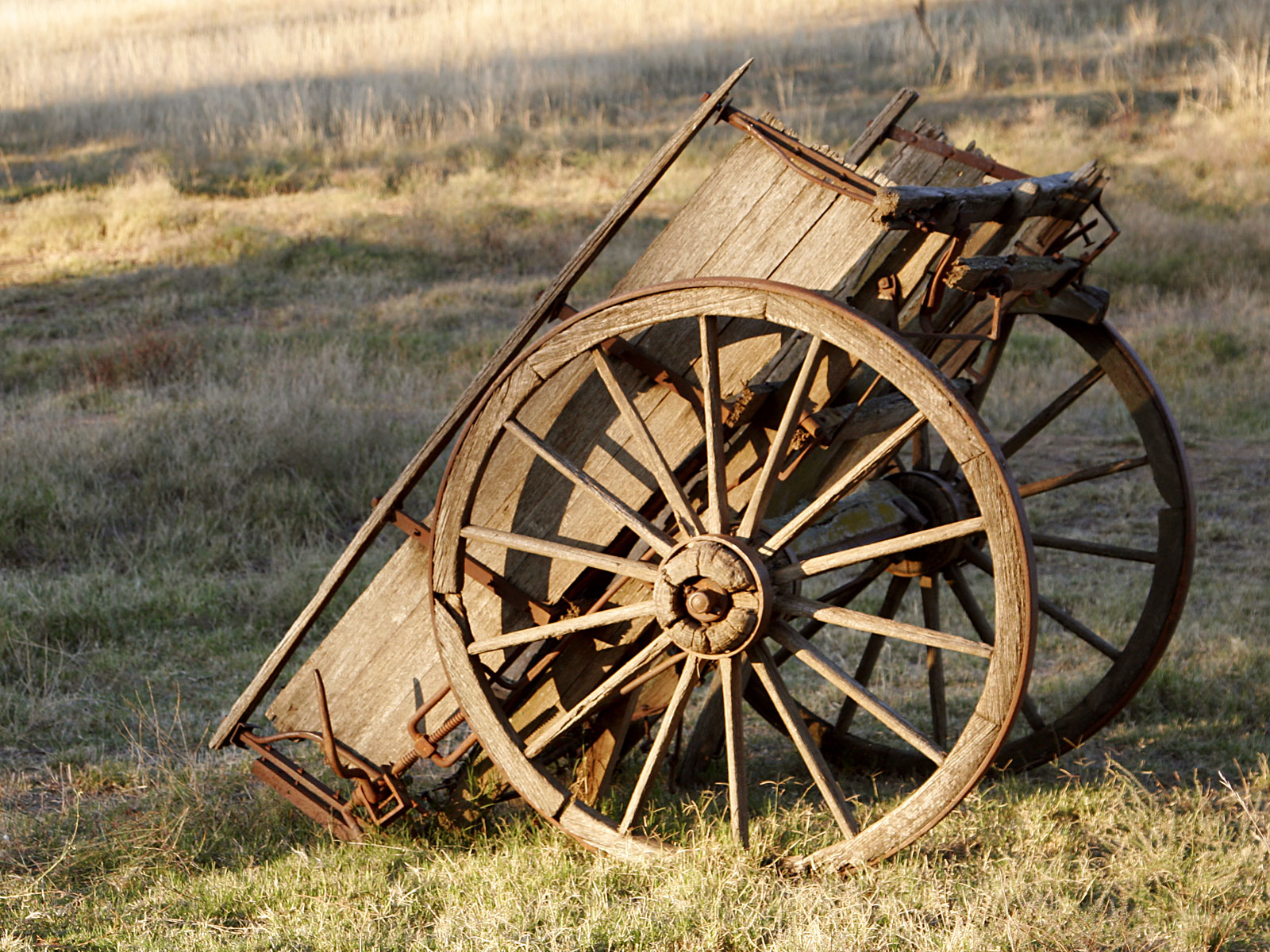
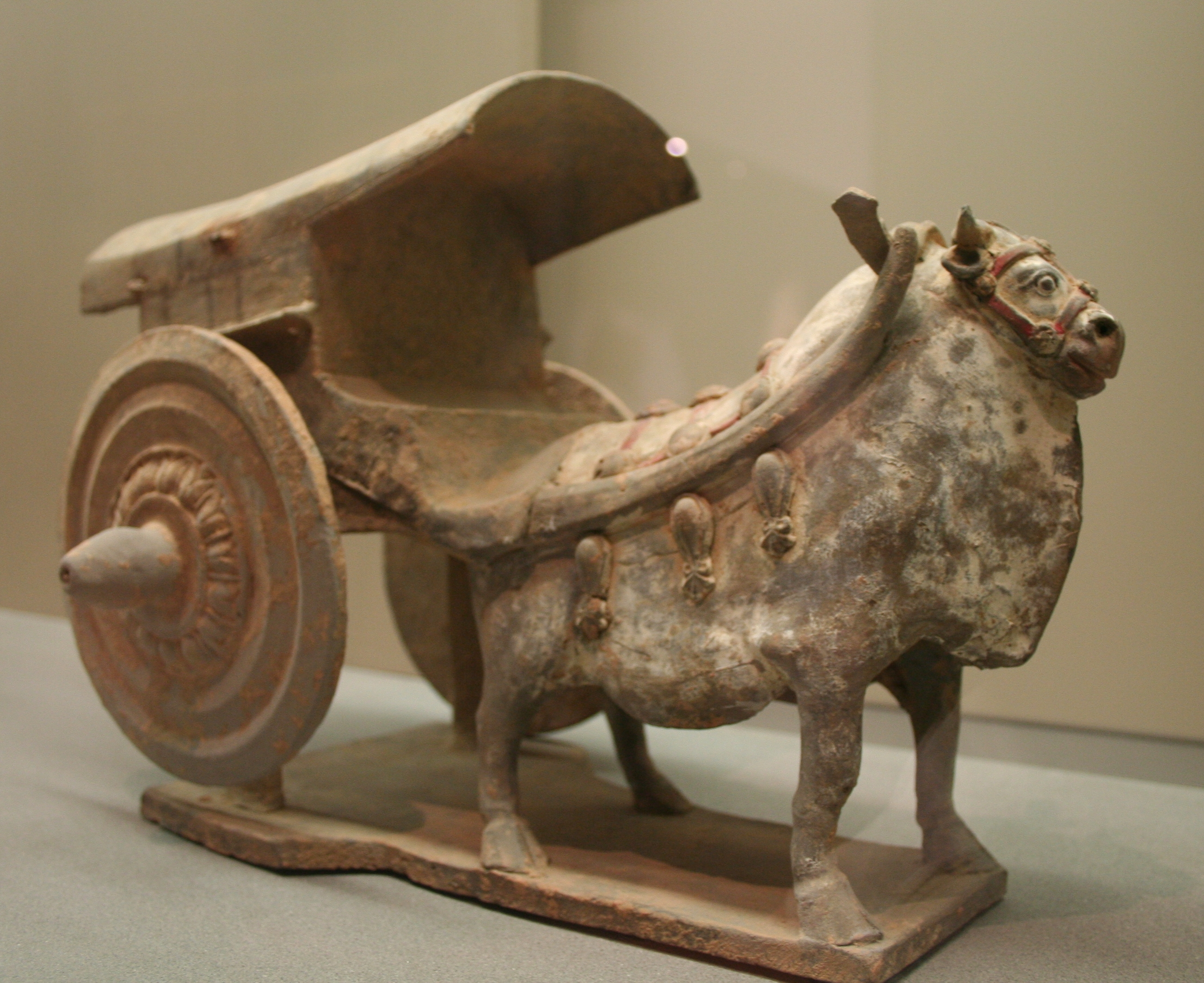
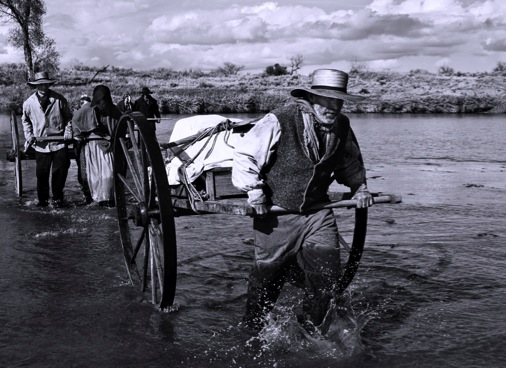